# Rhizohypnella
Rhizohypnella là một chi rêu trong họ Hypnaceae.